# Route nationale 17 (Congo-Kinshasa)
Pour les articles homonymes, voir Route nationale 17.

La route nationale 17 (RN17) est une route nationale de la République démocratique du Congo parcourant 372 km.
Elle s'étend de la route nationale 1  jusqu'à Bagata en passant par Masia Mbio et  Bandundu.
L'axe routier Mongata-Masiambio-Bandundu-Bendela assure la liaison entre Kinshasa et les provinces de Mai-Ndombe et du Kwilu.